# Hedysarum criniferum
Hedysarum criniferum är en ärtväxtart som beskrevs av Pierre Edmond Boissier. Hedysarum criniferum ingår i släktet buskväpplingar, och familjen ärtväxter. Inga underarter finns listade i Catalogue of Life.